# Véronique Leroy
Véronique Leroy (Luik, 1965) is een Belgisch modeontwerpster. In 1984 verhuisde ze naar Parijs, waar ze nog steeds werkzaam is onder haar eigen naam en voor het label MUS.

## Opleiding
Leroy trok op 19-jarige leeftijd naar Parijs, waar ze een introductieopleiding snit en naad volgde aan het Institut Paris Modéliste. Ze behaalde haar diploma modeontwerp aan de Studio Berçot, een klein privé-instituut in Parijs. Drie jaar later ging ze aan de slag als assistente bij Azzedine Alaïa, en daarna voor een korte periode bij Martine Sitbon. In 1989 won ze met haar collectie de prestigieuze Gouden Spoel-prijs, wat haar verdere stijldiscours zou definiëren. Leroy staat bekend om haar vrouwelijke, aansluitende ontwerpen en haar stijl wordt omschreven als 'rock', 'sexy' en zelfs balancerend op de rand van kitsch.

## Loopbaan
Leroy werd in 2004 aangesteld als artistiek directeur van het Franse modehuis Léonard, waar ze tot 2011 een traditie voortzette door te werken met de voor Léonard kenmerkende bedrukte zijde. In 2005 tekende ze een collectie voor het postorderbedrijf 3 Suisses. In 2010 sloegen Leroy en barones Myriam Ullens de Schooten de handen ineen en werd de eerste collectie van het luxelabel MUS (lees: muze) gepresenteerd. Het hoofdbestanddeel van hun collectie is natuurlijk materiaal zoals kasjmier, met het oog op kwaliteit en duurzaamheid. Vandaag de dag houdt Leroy zich in hoofdzaak bezig met haar eigen label en de samenwerking MUS. Daarnaast ontwerpt de Luikse geregeld op maat gemaakte podiumoutfits voor de Belgische zangeres Axelle Red, die ook te zien was op de catwalk van Leroy.
- Gemeinsame Normdatei: 129224456
- Virtual International Authority File: 74925985
- WorldCat: E39PBJwtk4fVY3p9d3KbxWQH4q